# 倒卵叶石楠
倒卵叶石楠（学名：Photinia lasiogyna）是蔷薇科石楠属的植物，为中国的特有植物。分布在中国大陆的云南、贵州、浙江、湖南、江西、四川等地，生长于海拔1,960米至2,550米的地区，多生长在丛林中，目前尚未由人工引种栽培。